# Xun Yu
En aquest nom xinès, el cognom és Xun.
Xun Yu (163 - 212) va ser un estrateg i estadista que va exercir d'assessor del senyor de la guerra Cao Cao durant el període de la tardana Dinastia Han Oriental de la història xinesa.

## Biografia

### Inicis
Xun era un nadiu de Yingchuan (en l'actualitat Xuchang, Henan), i havia nascut en una família de funcionaris del governamentals. El seu avi, Xun Shu, va ser un governador local i els seus vuit fills van ser anomenats els "Vuit Dracs de la Família Xun"; el seu oncle, Xun Shuang, va servir com una de les Tres Excel·lències, mentre que el seu propi pare Xun Fan va ser el canceller del principat feudal de Jibei.
Xun resultà ser un jove amb talent, i va ser avaluat per l'estudiós He Yong com "algú capaç de prestar ajuda als reis" (王佐之才). En el 189 va ser nomenat com Xiaolian (literalment "Filial i incorrupte"), i va començar la seva carrera en l'administració pública. Quan Dong Zhuo va prendre el control de la capital Luoyang, Xun va témer per la seva seguretat i va renunciar del càrrec, tornant a la Província Ji (en l'actualitat Hebei).
En els anys següents, van aparèixer ràpidament senyors de la guerra en cada regió; Xun en un principi va servir a Yuan Shao, la seu de poder del qual hi era en la Província de Ji, però més tard el va deixar i va marxar a servir a Cao Cao en el 191. Cao va reconèixer el talent de Xun, i quan Xun n'arribà ell va exclamar, "Ací ve el meu Zifang!", i va nomenar Xun comandant d'exèrcit.